# Коджа Юсуф-паша
Коджа Юсуф-паша (тур. Koca Yusuf Paşa, 1730, Грузія, Османська імперія — 1800, Джидда, Османська імперія) — османський державний діяч. Двічі був великим візиром Османської імперії. 

## Життєпис
Народився в 1730 у Грузії. Був захоплений в рабство та привезений до Стамбула. Прийняв іслам і був звільнений капітаном Хасан-ефенді. Плавав на торговельному флоті. Потім служив у Хасана-паші в Алжирі, який, ставши капудан-пашею, призначив його скарбником. 
У 1785 губернатор Мора звів його в ранг візира.
25 січня 1786 султан Абдул-Гамід I призначив його Великим візиром. Цю посаду він обіймав до 7 травня 1789. Під час Російсько-турецької війни (1787-1792) був головнокомандувачем армією Османської імперії. У битві при Карансебеш  здобув перемогу над армією Австрійської імперії на чолі з Йосипом II Австрійським  при дивних обставинах: до місця бою він підійшов тільки через два дні, а австрійці в результаті масової п'яної бійки самі себе перебили.
19 грудня 1789 призначений на посаду капудан-паші; у 1790 отримав місце генерал-губернатора Коньї, після був генерал-губернатором Боснії.
15 лютого 1791 султан Селім III знову призначив його на посаду Великого візира. 4 травня 1792 подав у відставку.
У 1793 призначений генерал-губернатором Джидди й охоронцем Медіни.
Помер в 1800 у Джидді.
У Стамбулі в окрузі Кабаташ досі діє фонтан, побудований на кошти Коджа Юсуф-паші.

## Див. Також
- Список капудан-пашів Османської імперії
- Список великих візирів Османської імперії